# Киновселенная Marvel: Третья фаза
Третья фаза медиафраншизы «Кинематографическая вселенная Marvel» (КВМ) — серия американских супергеройских фильмов, созданных Marvel Studios и основанных на персонажах Marvel Comics. Начало фазы положил фильм «Первый мститель: Противостояние» (2016), а окончание ознаменовал «Человек-паук: Вдали от дома» (2019). В фазу также вошли два кроссовера о Мстителях — «Мстители: Война бесконечности» (2018) и «Мстители: Финал» (2019), завершившие тетралогию об этой команде супергероев.
Кевин Файги спродюсировал все фильмы фазы; фильмы о Человеке-пауке — совместно с Эми Паскаль, а ленту «Человек-муравей и Оса» — со Стивеном Бруссаром. Одиннадцать фильмов фазы собрали в прокате более $13,5 млрд и получили, в основном, восторженные отзывы критиков и зрителей. А картина «Мстители: Финал» стала самой кассовой лентой в истории (без учёта инфляции).
Marvel Studios также создали для фазы три короткометражки о Торе, а каждый фильм фазы получил комикс-приквелы, подводящие читателя к событиям ленты. Третья фаза завершила арку «Сага Бесконечности», начатую в Первой и Второй фазах. Началом следующей арки «Сага Мультивселенной» стала Четвёртая фаза киновселенной.

## Разработка
28 октября 2014 года в театре El Capitan в Лос-Анджелесе глава Marvel Studios Кевин Файги представил расписание всей Третьей фазы киновселенной. Однако, затем, чтобы включить в расписание фильмы «Человек-паук: Возвращение домой» и «Человек-муравей и Оса», руководство Marvel изменило даты выхода проектов «Тор: Рагнарёк», «Чёрная Пантера» и «Капитан Марвел». Чтобы уменьшить вероятность появления в Интернете спойлеров, американские премьеры фильмов «Мстители: Война бесконечности» и «Мстители: Финал» были перенесены на неделю раньше прежних дат (27 апреля 2018 года и 26 апреля 2019 года, соответственно), ближе к премьерам этих проектов в других странах. Фильм о нелюдях был назначен на 2 ноября 2018 года. В декабре 2014 года раса Нелюдей была представлена во втором сезоне сериала «Агенты Щ.И.Т.». В апреле 2016 года фильм был убран из графика релизов Marvel, но проект не был официально отменён. В ноябре того же года Кевин Файги сказал, что «проект о Нелюдях обязательно выйдет. Я не знаю, когда. Возможно, на телевидении. Но когда начнётся Четвёртая фаза, как я уже говорил, возможно, фильм всё-таки выйдет». Вскоре после этого Marvel Television и IMAX Corporation объявили, что восьмисерийный сериал «Нелюди» будет произведён в сотрудничестве с ABC Studios и выйдет на ABC; руководство Marvel Studios решило, что персонажи лучше подойдут для телевидения и что производство сериала будет лучшим решением, чем пытаться одновременно сводить вместе героев нескольких планируемых и производимых фильмов. Сериал «Нелюди» не стал ни переработкой фильма в формат сериала, ни спин-оффом «Агентов Щ.И.Т.», но события «Нелюдей» происходят в общей вселенной фильмов и сериалов.
Из-за взлома почты Sony Pictures в 2014 году стало известно, что главы Sony и Marvel обсуждали потенциальную возможность совместного использования Человека-паука. Руководство Marvel планировало представить новую версию Человека-паука в фильме «Первый мститель: Противостояние», а в дальнейшем представить Питера Паркера как нового члена Мстителей. При этом компания Sony получала творческий контроль и право использования персонажа в своих будущих проектах по паучьей вселенной с возможностью включения некоторых персонажей Marvel. 9 февраля 2015 года на официальном сайте Marvel появилась новость о сотрудничестве Marvel Studios и Sony Pictures и включении Человека-паука в КВМ. 23 июня 2015 года было объявлено, что Том Холланд исполнит роль Питера Паркера / Человека-паука в «Противостоянии», а затем и в сольном фильме о персонаже − «Человек-паук: Возвращение домой».
Кроме того, изначально «Война бесконечности» и «Финал» должны были выйти в прокат как «Мстители: Война бесконечности. Часть 1» и «Мстители: Война бесконечности. Часть 2». Но в июле 2016 года стало известно, что первая часть сохранит подзаголовок «Война бесконечности», но без упоминания «Часть 1», а бывшая вторая часть будет иметь собственный подзаголовок, который будет оглашён позже. Официальный подзаголовок «Финал» (в оригинале − «Конец игры») стал известен только 7 декабря 2018 года после выхода тизер-трейлера фильма. Как результат, ожидание объявления названия было настолько долгим, что Кевин Файги позже заявил, что, возможно, стоило раскрыть его раньше. Однако он всё же отметил, что анонс таких подзаголовков для будущих частей «Мстителей» в октябре 2014 года мог отвлечь внимание зрителей перед премьерой «Эры Альтрона».
Райан Куглер стал первым темнокожим режиссёром фильма КВМ («Чёрная Пантера»), а Анна Боден стала первой женщиной-режиссёром в КВМ («Капитан Марвел»). Фаза также была отмечена первыми в КВМ сольными проектами о супергероинях: Оса из фильма «Человек-муравей и Оса» и Кэрол Дэнверс из «Капитан Марвел».
Киновселенная не один раз получала номинации в различных категориях премии «Оскар», но «Чёрная Пантера» стала первым фильмом КВМ, выигравшим целых три статуэтки на 91-й церемонии «Оскар» в 2019 году в категориях «Лучший дизайн костюмов», «Лучшая работа художника-постановщика» и «Лучшая музыка к фильму». Всего фильм был номинирован в семи категориях, включая «Лучший фильм»; впервые в истории фильм о супергероях номинировался в главной категории.
Печальным событием для киновселенной и всех любителей комиксов стала смерть Стэна Ли в ноябре 2018 года. «Мстители: Финал» стали последним фильмом киновселенной, для которого Стэн успел отснять одно из своих камео. Традиционная заставка Marvel Studios со множеством персонажей киновселенной перед фильмом «Капитан Марвел» была заменена на видео-отрывки различных камео Стэна Ли в фильмах КВМ. Кроме того, специальный расширенный показ «Мстителей: Финал» в конце июня 2019 года включал в себя несколько минут закадровых видео и комментариев Стэна.

## Фильмы
События 11 фильмов Третьей фазы киновселенной призваны полностью раскрыть и завершить события Саги Бесконечности.
| Фильм                           | Дата выхода (РФ) | Режиссёр(ы)             | Сценарист(ы)                                                                                          | Продюсер(ы)                  |
| ------------------------------- | ---------------- | ----------------------- | --- | ---------------------------- |
| Первый мститель: Противостояние | 5 мая 2016       | Энтони и Джо Руссо      | Кристофер Маркус и Стивен Макфили                                                                     | Кевин Файги                  |
| Доктор Стрэндж                  | 31 октября 2016  | Скотт Дерриксон         | Джон Спэйтс, Скотт Дерриксон и С. Роберт Каргилл                                                      | Кевин Файги                  |
| Стражи Галактики. Часть 2       | 4 мая 2017       | Джеймс Ганн             | Джеймс Ганн                                                                                           | Кевин Файги                  |
| Человек-паук: Возвращение домой | 6 июля 2017      | Джон Уоттс              | Джонатан М. Голдштейн и Джон Френсис Дэйли, Джон Уоттс и Кристофер Форд, Крис МакКенна и Эрик Соммерс | Кевин Файги и Эми Паскаль    |
| Тор: Рагнарёк                   | 2 ноября 2017    | Тайка Вайтити           | Эрик Пирсон, Крэйг Кайл и Кристофер Йост                                                              | Кевин Файги                  |
| Чёрная пантера                  | 26 февраля 2018  | Райан Куглер            | Райан Куглер и Джо Роберт Коул                                                                        | Кевин Файги                  |
| Мстители: Война бесконечности   | 3 мая 2018       | Энтони и Джо Руссо      | Кристофер Маркус и Стивен Макфили                                                                     | Кевин Файги                  |
| Человек-муравей и Оса           | 5 июля 2018      | Пейтон Рид              | Крис МакКенна и Эрик Соммерс; Пол Радд, Эндрю Баррер и Гэбриел Феррари                                | Кевин Файги и Стивен Бруссар |
| Капитан Марвел                  | 7 марта 2019     | Анна Боден и Райан Флек | Женева Робертсон-Дуорет, Анна Боден и Райан Флек                                                      | Кевин Файги                  |
| Мстители: Финал                 | 29 апреля 2019   | Энтони и Джо Руссо      | Кристофер Маркус и Стивен Макфили                                                                     | Кевин Файги                  |
| Человек-паук: Вдали от дома     | 4 июля 2019      | Джон Уоттс              | Крис МакКенна и Эрик Соммерс                                                                          | Кевин Файги и Эми Паскаль    |

### «Первый мститель: Противостояние» (2016)
В начале 2014 года, стало известно, что Энтони и Джо Руссо вернутся в качестве режиссёров триквела, а Крис Эванс вновь исполнит главную роль. Кристофер Маркус и Стивен МакФили вновь написали сценарий фильма, который основан на популярном сюжете Civil War. Осенью 2014 года было объявлено, что Чедвик Боузман исполнит роль Чёрной пантеры в этом фильме и последующей сольной картине о его герое, а Роберт Дауни-мл. в очередной раз сыграет Тони Старка. «Первый мститель: Противостояние» стал первым фильмом Третьей фазы. Мировая премьера состоялась 6 мая 2016 года, а в РФ — 5 мая 2016 года. В фильме также дебютировал Человек-паук в исполнении Тома Холланда, который исполнит эту роль в будущем сольном фильме о персонаже.

### «Доктор Стрэндж» (2016)
В июне 2010 года Томас Дин Доннели и Джошуа Оппенгеймер были наняты для написания сценария к фильму «Доктор Стрэндж». Картина о приключениях известного волшебника станет второй частью Третьей фазы КВМ. Пост режиссёра в июне 2014 года занял Скотт Дерриксон, а главную роль вскоре получил Бенедикт Камбербэтч. Фильм вышел на экраны 31 октября 2016 года. В первой сцене после титров появился Тор (Крис Хемсворт).

### «Стражи Галактики. Часть 2» (2017)
Сразу после выхода первого фильма Джеймс Ганн подтвердил, что вернётся на пост режиссёра и напишет сценарий, вновь в соавторстве с Николь Перлман. В конце октября 2014 года была объявлена дата выхода — 4 мая 2017 года.

### «Человек-паук: Возвращение домой» (2017)
После взлома серверов Sony Pictures Entertainment в декабре 2014 года в сеть просочилась переписка сопредседателя Sony Эми Паскаль и президента Columbia Pictures Дага Белграда, в ходе которой обсуждалось «новое креативное направление» франшизы о Человеке-пауке и переход прав на экранизацию к Marvel Studios. В феврале 2015 года Sony и Marvel Studios объявили, что новый фильм о Человеке-пауке, продюсируемый Эми Паскаль и Кевином Файги, станет частью КВМ и выйдет на экраны 6 июля 2017 года. 23 июня 2015 года роль Питера Паркера получил Том Холланд, а режиссёрский пост занял Джон Уоттс. Роль Мэй Паркер вскоре досталась Марисе Томей. Майкл Китон исполнил роль главного антагониста фильма — суперзлодея Стервятника. Так же в фильме появились Тони Старк, Хэппи Хоган и Пеппер Поттс, к ролям которых вернулись Роберт Дауни-младший, Джон Фавро и Гвинет Пэлтроу.

### «Тор: Рагнарёк» (2017)
В январе 2014 года были утверждены сценаристы на третью часть «Тора»: Кристофер Йост и Крэйг Кайл. Крис Хемсворт и Том Хиддлстон в очередной раз исполнили роли сводных братьев Тора и Локи. В фильме также появился Халк в исполнении Марка Руффало. А Бенедикт Камбербэтч вновь сыграл Доктора Стрэнджа. Фильм вышел 2 ноября 2017 года.

### «Чёрная пантера» (2018)
В 2011 году Марк Бэйли был утверждён на пост сценариста фильма о Чёрной пантере. В октябре 2014 года был объявлен исполнитель главной роли — Чедвик Боузман, который исполнил эту роль ещё и в третьем фильме о Капитане Америка. Релиз фильма состоялся 26 февраля 2018 года. В сцене после титров появился Баки Барнс в исполнении Себастиана Стэна.

### «Мстители: Война бесконечности» (2018)
Режиссёрами выступили Энтони и Джо Руссо, ранее работавшие над вторым и третьим сегментом трилогии о Капитане Америка. Марк Руффало и Том Хиддлстон вернулись к ролям Халка и Локи в этой и последующей части «Войны Бесконечности». Дата выхода — 3 мая 2018 года. Позже были подтверждено участие в фильме большинства остальных основных персонажей киновселенной, к ролям которых вернулись прежние актёры. В фильме появился Красный Череп, роль которого на этот раз сыграл Росс Маркуанд. В сцене после титров появляются Мария Хилл в исполнении Коби Смолдерс и Ник Фьюри в исполнении Сэмюэла Джексона. Сцена заканчивается тем, что Фьюри, перед тем, как исчезнуть, успевает отправить сигнал бедствия, ответом на который была эмблема Капитана Марвел.

### «Человек-муравей и Оса» (2018)
8 октября 2015 года Marvel Studios объявило о расширении Третьей Фазы. Среди новых фильмов появился сиквел Человека-муравья под названием Человек-муравей и Оса. Пол Радд и Эванджелин Лилли вернулись к своим ролям. Релиз фильма состоялся 5 июля 2018 года.

### «Капитан Марвел» (2019)
Главной героиней картины стала Кэрол Денверс, на роль которой была выбрана Бри Ларсон, а премьера состоялась 7 марта 2019 года. В фильме вернулись Ник Фьюри, Фил Колсон, Ронан Обвинитель и Корат Преследователь, к ролям которых вернулись Сэмюэл Джексон, Кларк Грегг, Ли Пейс и Джимон Хонсу соответственно. В первой сцене после титров появились Капитан Америка, Чёрная вдова, Воитель и Брюс Бэннер, которых в очередной раз сыграли соответственно Крис Эванс, Скарлетт Йоханссон, Дон Чидл и Марк Руффало.

### «Мстители: Финал» (2019)
Режиссёрами выступили братья Руссо, Марк Руффало и Том Хиддлстон вернулись к ролям Халка и Локи, как и в предыдущей части «Войны бесконечности». Дата выхода — 29 апреля 2019 года.

### «Человек-паук: Вдали от дома» (2019)
В декабре 2016 года Sony Pictures запланировали продолжение для фильма «Человек-паук: Возвращение домой» на 4 июля 2019 года.
Действие фильма происходит после событий фильма «Мстители: Финал». Том Холланд вернулся к заглавной роли, так же Мариса Томей, Джейкоб Баталон, Зендея и Тони Револори вернулись к ролям Мэй Паркер, Неда, Мишель и Флэша Томпсона. В фильме также появились Ник Фьюри и Мария Хилл в исполнении Сэмюэла Джексона и Коби Смолдерс. Главным антагонистом стал суперзлодей Мистерио, которого сыграл Джейк Джилленхол. В первой сцене после титров появился Джей Джона Джеймсон, роль которого исполнил Дж. К. Симмонс, ранее игравший персонажа в трилогии Сэма Рейми. Во второй сцене после титров были показаны скруллы Талос и Сорен, которых, как и в фильме «Капитан Марвел», сыграли Бен Мендельсон и Шэрон Блинн.

## Хронология фазы
| Год(-ы)   | События фильмов                                                                        |
| --------- | -------------------------------------------------------------------------------------- |
| 1995      | «Капитан Марвел»                                                                       |
| 2014      | «Стражи Галактики. Часть 2»                                                            |
| 2016      | «Первый мститель: Противостояние», «Чёрная пантера», «Человек-паук: Возвращение домой» |
| 2016—2017 | «Доктор Стрэндж»                                                                       |
| 2017—2018 | «Тор: Рагнарёк»                                                                        |
| 2018      | «Человек-муравей и Оса», «Мстители: Война бесконечности», «Мстители: Финал» (пролог)   |
| 2023      | «Мстители: Финал»                                                                      |
| 2024      | «Человек-паук: Вдали от дома»                                                          |

### Ранее XX века
1. «Мстители: Война бесконечности» (2018) — происхождение Камней Бесконечности (рассказ Вонга)
2. «Чёрная пантера» (2018) — начало фильма (рассказ Н’Джобу об истории Ваканды, миллион лет назад)
3. «Тор: Рагнарёк» (2017) — сцена сражения валькирий против Хелы (воспоминание Валькирии)

### XX век
1. «Мстители: Финал» (2019) — работа Говарда Старка, Арнима Золы и Хэнка Пима на военной базе в Нью-Джерси в 1970 г.[N 1]
2. «Стражи Галактики. Часть 2» (2017) — начало фильма (сцена с Эго и Мередит Квилл в 1980 г.)
3. «Мстители: Война бесконечности» (2018) — сцена уничтожения половины населения Захаберии, родной планеты Гаморы
4. «Человек-муравей и Оса» (2018) — флешбек с заданием Хэнка Пима и Джанет ван Дайн в 1987 г.
5. «Капитан Марвел» (2019) — эпизод нападения Крии на Мар-Велл и Кэрол Денверс в 1989 г.
6. «Первый мститель: Противостояние» (2016) — сцены убийства Говарда и Марии Старк Зимним солдатом в 1991 г. и эпизоды последующих экспериментов «Гидры» по созданию суперсолдат
7. «Чёрная пантера» (2018) — сцены с королём Т’Чака, молодым Зури и Н’Джобу в 1992 г.
8. «Капитан Марвел» (2019) — основная часть фильма и вторая сцена после титров (1995 г.)
9. «Человек-муравей и Оса» (2018) — сцены катастрофы в лаборатории Элайаса Старра и последующего знакомства Эйвы Старр с Биллом Фостером

### XXI век
1. Комиксы «Doctor Strange Prelude» № 1-2 и «Doctor Strange Prelude — The Zealot» № 1 (2016)
2. Комикс «Marvel’s Black Panther Prelude» № 1-2 (2017)
3. Комикс «Marvel’s Thor: Ragnarok Prelude» № 1-2 (2017)
4. «Человек-паук: Возвращение домой» (2017) — начало фильма (сцена с Эдрианом Тумсом после битвы с Читаури, 2012 г.)
  - Комикс «Marvel’s Spider-Man: Far From Home Prelude» № 1 — начало
5. Комикс «Marvel’s Captain America: Civil War Prelude» № 1-2 (2015—2016)
6. Комикс «Marvel’s Thor: Ragnarok Prelude» № 3-4
7. Комикс «Marvel’s Captain America: Civil War Prelude» № 3-4 (2015—2016)
8. «Мстители: Война бесконечности» (2018) — разговор Гаморы и Небулы о местонахождении Камня Души (запись из памяти Небулы)
9. Комикс «Marvel’s Guardians of the Galaxy Vol. 2 Prelude» № 1-2 (2017)
10. «Стражи Галактики. Часть 2» (2017) — основная часть фильма, первые три и пятая сцены после титров (2014 г.)
11. Комикс «Marvel’s Captain Marvel Prelude» № 1 (2018) — начало комикса (2015 г.)
12. Комикс «Marvel’s Ant-Man and the Wasp Prelude» № 1-2 (2018)
13. «Первый мститель: Противостояние» (2016) — видеозаписи Тони Старка с Человеком-пауком
14. «Доктор Стрэндж» (2016) — начало фильма (похищение Кецилием страницы из Книги Калиостро; авария и восстановление Стрэнджа)
15. Веб-сериал «WHIH Newsfront» (2015—2016) — 2 сезон, 1—4 эпизоды
16. «Первый мститель: Противостояние» (2016) — основная часть фильма и сцены после титров в 2016 г.; параллельно с фильмом:
  - Веб-сериал «WHIH Newsfront» (2015—2016) — 2 сезон, 5 эпизод
  - «Человек-паук: Вдали от дома» (2019) — кадры с Квентином Беком во время демонстрации Старком программы МОРГ
  - Комикс «Spider-Man: Homecoming Prelude» № 1-2 (2017)
  - «Человек-паук: Возвращение домой» (2017) — «Фильм Питера Паркера»
  - Комикс «Marvel’s Avengers: Infinity War Prelude» № 1 (2018)
  - Комикс «Marvel’s Captain Marvel Prelude» № 1 (2018) — основная часть
17. «Чёрная пантера» (2018) — основная часть фильма и первая сцена после титров (2016 г.)
18. «Человек-паук: Возвращение домой» (2017) — основная часть; параллельно с фильмом:
  - Комикс «Marvel’s Spider-Man: Far From Home Prelude» № 1 — основная часть, № 2 (2019)
19. «Доктор Стрэндж» (2016) — основная часть фильма и вторая сцена после титров
20. «Тор: Рагнарёк» (2017) — основная часть фильма и вторая сцена после титров в 2017 г.; параллельно с фильмом:
  - Комикс «Marvel’s Avengers: Infinity War Prelude» № 2 (2018)
21. «Стражи Галактики. Часть 2» (2017) — четвёртая сцена после титров (диалог Квилла и выросшего Грута)
22. «Чёрная пантера» (2018) — вторая сцена после титров
23. «Человек-муравей и Оса» (2018) — основная часть фильма
24. «Тор: Рагнарёк» (2017) — первая сцена после титров
25. «Мстители: Война бесконечности» (2018); параллельно с фильмом:
  - Комикс «Marvel’s Avengers: Endgame Prelude» № 1-3 (2018—2019)
  - «Человек-муравей и Оса» (2018) — сцены после титров
  - «Мстители: Финал» (2019) — начальная сцена фильма (исчезновение семьи Бартона)
  - «Человек-паук: Вдали от дома» (2019) — видеозапись исчезновения людей в спортивном зале
  - Комикс «Marvel’s Captain Marvel Prelude» № 1 (2018) — эпилог
26. «Капитан Марвел» (2019) — первая сцена после титров
27. «Мстители: Финал» (2019) — пролог фильма в 2018 г. (прибытие на Землю Старка и Небулы, схватка с Таносом)
28. «Мстители: Финал» (2019) — основные события фильма в 2023 г.; параллельно с фильмом:
  - «Человек-паук: Вдали от дома» (2019) — видеозапись возвращения людей в спортивном зале
29. «Человек-паук: Вдали от дома» (2019) — события в 2024 г.; параллельно с фильмом:
  - Короткометражный фильм «Список дел Питера» (2019)

## Музыка

### Саундтреки к фильмам
| Название                                                          | Дата выхода     | Длительность | Композитор(-ы)   | Лейбл                          |
| ----------------------------------------------------------------- | --------------- | ------------ | ---------------- | ------------------------------ |
| Первый мститель: Противостояние (Оригинальный саундтрек к фильму) | 6 мая 2016      | 1:09:09      | Генри Джекман    | Hollywood Records Marvel Music |
| Доктор Стрэндж (Оригинальный саундтрек к фильму)                  | 21 октября 2016 | 1:06:28      | Майкл Джаккино   | Hollywood Records Marvel Music |
| Стражи Галактики. Часть 2 (Оригинальный саундтрек)                | 21 апреля 2017  | 0:43:34      | Тайлер Бэйтс     | Hollywood Records Marvel Music |
| Человек-паук: Возвращение домой (Оригинальный саундтрек к фильму) | 7 июля 2017     | 1:06:40      | Майкл Джаккино   | Sony Masterworks               |
| Тор: Рагнарёк (Оригинальный саундтрек к фильму)                   | 20 октября 2017 | 1:12:52      | Марк Мазерсбо    | Hollywood Records Marvel Music |
| Чёрная Пантера (Оригинальный саундтрек к фильму)                  | 16 февраля 2018 | 1:35:07      | Людвиг Йоранссон | Hollywood Records Marvel Music |
| Мстители: Война бесконечности (Оригинальный саундтрек к фильму)   | 27 апреля 2018  | 1:11:36      | Алан Сильвестри  | Hollywood Records Marvel Music |
| Человек-муравей и Оса (Оригинальный саундтрек к фильму)           | 6 июля 2018     | 0:56:13      | Кристоф Бек      | Hollywood Records Marvel Music |
| Капитан Марвел (Оригинальный саундтрек к фильму)                  | 8 марта 2019    | 1:07:28      | Пинар Топрак     | Hollywood Records Marvel Music |
| Мстители: Финал (Оригинальный саундтрек к фильму)                 | 26 апреля 2019  | 1:56:00      | Алан Сильвестри  | Hollywood Records Marvel Music |
| Человек-паук: Вдали от дома (Оригинальный саундтрек к фильму)     | 2 июля 2019     | 1:19:43      | Майкл Джаккино   | Sony Classical Records         |

## Актёрский состав и персонажи
Таблица включает актёров, чьи персонажи впервые появились в киновселенной в Третьей фазе, по крайней мере, в одном фильме.
- К камео персонажа в фильме
- Г в фильме звучит только голос актёра/персонажа

| Персонаж                                        | «Первый мститель: Противостояние» (2016) | «Доктор Стрэндж» (2016) | «Стражи Галактики. Часть 2» (2017) | «Человек-паук: Возвращение домой» (2017) | «Тор: Рагнарёк» (2017) | «Чёрная Пантера» (2018) | «Мстители: Война бесконечности» (2018) | «Человек-муравей и Оса» (2018) | «Капитан Марвел» (2019) | «Мстители: Финал» (2019) | «Человек-паук: Вдали от дома» (2019) |
| ----------------------------------------------- | ---------------------------------------- | ----------------------- | ---------------------------------- | ---------------------------------------- | ---------------------- | ----------------------- | -------------------------------------- | ------------------------------ | ----------------------- | ------------------------ | ------------------------------------ |
| Стив Роджерс Капитан Америка                    | Крис Эванс                               |                         |                                    | Крис Эванс                               |                        |                         | Крис Эванс                             |                                | Крис ЭвансК             | Крис Эванс               |                                      |
| Питер Паркер Человек-паук                       | Том Холланд                              |                         |                                    | Том Холланд                              |                        |                         | Том Холланд                            |                                |                         | Том Холланд              | Том Холланд                          |
| Тони Старк Железный человек                     | Роберт Дауни-мл.                         |                         |                                    | Роберт Дауни-мл.                         |                        |                         | Роберт Дауни-мл.                       |                                |                         | Роберт Дауни-мл.         |                                      |
| Мэй Паркер                                      | Мариса Томей                             |                         |                                    | Мариса Томей                             |                        |                         |                                        |                                |                         | Мариса Томей             | Мариса Томей                         |
| Т’Чалла Чёрная Пантера                          | Чедвик Боузман                           |                         |                                    |                                          |                        | Чедвик Боузман          | Чедвик Боузман                         |                                |                         | Чедвик Боузман           |                                      |
| Джеймс «Баки» Барнс Зимний солдат / Белый Волк  | Себастиан Стэн                           |                         |                                    |                                          |                        | Себастиан СтэнК         | Себастиан Стэн                         |                                |                         | Себастиан Стэн           |                                      |
| Эверетт Росс                                    | Мартин Фримен                            |                         |                                    |                                          |                        | Мартин Фриман           |                                        |                                |                         |                          |                                      |
| Наташа Романофф Чёрная вдова                    | Скарлетт Йоханссон                       |                         |                                    |                                          |                        |                         | Скарлетт Йоханссон                     |                                | Скарлетт ЙоханссонК     | Скарлетт Йоханссон       |                                      |
| Джеймс «Роуди» Роудс Воитель / Железный патриот | Дон Чидл                                 |                         |                                    |                                          |                        |                         | Дон Чидл                               |                                | Дон ЧидлК               | Дон Чидл                 |                                      |
| Ванда Максимофф Алая Ведьма                     | Элизабет Олсен                           |                         |                                    |                                          |                        |                         | Элизабет Олсен                         |                                |                         | Элизабет Олсен           |                                      |
| Сэм Уилсон Сокол                                | Энтони Маки                              |                         |                                    |                                          |                        |                         | Энтони Маки                            |                                |                         | Энтони Маки              |                                      |
| Генерал Таддеус Росс                            | Уильям Хёрт                              |                         |                                    |                                          |                        |                         | Уильям Хёрт                            |                                |                         | Уильям Хёрт              |                                      |
| Вижен                                           | Пол Беттани                              |                         |                                    |                                          |                        |                         | Пол Беттани                            |                                |                         |                          |                                      |
| Скотт Лэнг Человек-муравей                      | Пол Радд                                 |                         |                                    |                                          |                        |                         |                                        | Пол Радд                       |                         | Пол Радд                 |                                      |
| Клинт Бартон Соколиный глаз                     | Джереми Реннер                           |                         |                                    |                                          |                        |                         |                                        |                                |                         | Джереми Реннер           |                                      |
| Брок Рамлоу Кроссбоунс                          | Фрэнк Грилло                             |                         |                                    |                                          |                        |                         |                                        |                                |                         | Фрэнк Грилло             |                                      |
| Говард Старк                                    | Джон Слэттери                            |                         |                                    |                                          |                        |                         |                                        |                                |                         | Джон Слэттери            |                                      |
| Доктор Стивен Стрэндж                           |                                          | Бенедикт Камбербэтч     |                                    |                                          | Бенедикт Камбербэтч    |                         | Бенедикт Камбербэтч                    |                                |                         | Бенедикт Камбербэтч      |                                      |
| Тор                                             |                                          | Крис ХемсвортК          |                                    |                                          | Крис Хемсворт          |                         | Крис Хемсворт                          |                                |                         | Крис Хемсворт            |                                      |
| Вонг                                            |                                          | Бенедикт Вонг           |                                    |                                          |                        |                         | Бенедикт Вонг                          |                                |                         | Бенедикт Вонг            |                                      |
| Древняя                                         |                                          | Тильда Суинтон          |                                    |                                          |                        |                         |                                        |                                |                         | Тильда Суинтон           |                                      |
| Питер Квилл Звёздный Лорд                       |                                          |                         | Крис Пратт                         |                                          |                        |                         | Крис Пратт                             |                                |                         | Крис Пратт               |                                      |
| Гамора                                          |                                          |                         | Зои Салдана                        |                                          |                        |                         | Зои Салдана                            |                                |                         | Зои Салдана              |                                      |
| Небула                                          |                                          |                         | Карен Гиллан                       |                                          |                        |                         | Карен Гиллан                           |                                |                         | Карен Гиллан             |                                      |
| Дракс Разрушитель                               |                                          |                         | Дэйв Батиста                       |                                          |                        |                         | Дэйв Батиста                           |                                |                         | Дэйв Батиста             |                                      |
| Мантис                                          |                                          |                         | Пом Клементьефф                    |                                          |                        |                         | Пом Клементьефф                        |                                |                         | Пом Клементьефф          |                                      |
| Ракета                                          |                                          |                         | Брэдли КуперГ                      |                                          |                        |                         | Брэдли КуперГ                          |                                |                         | Брэдли КуперГ            |                                      |
| Грут                                            |                                          |                         | Вин ДизельГ                        |                                          |                        |                         | Вин ДизельГ                            |                                |                         | Вин ДизельГ              |                                      |
| Краглин                                         |                                          |                         | Шон Ганн                           |                                          |                        |                         |                                        |                                |                         | Шон Ганн                 |                                      |
| Нед Лидс                                        |                                          |                         |                                    | Джейкоб Баталон                          |                        |                         | Джейкоб Баталон                        |                                |                         | Джейкоб Баталон          | Джейкоб Баталон                      |
| Вирджиния «Пеппер» Поттс                        |                                          |                         |                                    | Гвинет Пелтроу                           |                        |                         | Гвинет Пелтроу                         |                                |                         | Гвинет Пелтроу           |                                      |
| Гарольд «Хэппи» Хоган                           |                                          |                         |                                    | Джон Фавро                               |                        |                         |                                        |                                |                         | Джон Фавро               | Джон Фавро                           |
| Мишель «ЭмДжей» Джонс                           |                                          |                         |                                    | Зендея                                   |                        |                         |                                        |                                |                         |                          | Зендея                               |
| Роджер Харрингтон                               |                                          |                         |                                    | Мартин Старр                             |                        |                         |                                        |                                |                         |                          | Мартин Старр                         |
| Брюс Бэннер Халк                                |                                          |                         |                                    |                                          | Марк Руффало           |                         | Марк Руффало                           |                                | Марк РуффалоК           | Марк Руффало             |                                      |
| Локи                                            |                                          |                         |                                    |                                          | Том Хиддлстон          |                         | Том Хиддлстон                          |                                |                         | Том Хиддлстон            |                                      |
| Хеймдалль                                       |                                          |                         |                                    |                                          | Идрис Эльба            |                         | Идрис Эльба                            |                                |                         |                          |                                      |
| Валькирия                                       |                                          |                         |                                    |                                          | Тесса Томпсон          |                         |                                        |                                |                         | Тесса Томпсон            |                                      |
| Окойе                                           |                                          |                         |                                    |                                          |                        | Данай Гурира            | Данай Гурира                           |                                |                         | Данай Гурира             |                                      |
| Шури                                            |                                          |                         |                                    |                                          |                        | Летиша Райт             | Летиша Райт                            |                                |                         | Летиша Райт              |                                      |
| М’Баку                                          |                                          |                         |                                    |                                          |                        | Уинстон Дьюк            | Уинстон Дьюк                           |                                |                         | Уинстон Дьюк             |                                      |
| Рамонда                                         |                                          |                         |                                    |                                          |                        | Анджела Бассетт         |                                        |                                |                         | Анджела Бассетт          |                                      |
| Ник Фьюри                                       |                                          |                         |                                    |                                          |                        |                         | Сэмюэл Л. ДжексонК                     |                                | Сэмюэл Л. Джексон       | Сэмюэл Л. Джексон        | Сэмюэл Л. Джексон                    |
| Мария Хилл                                      |                                          |                         |                                    |                                          |                        |                         | Коби СмолдерсК                         |                                |                         | Коби Смолдерс            | Коби Смолдерс                        |
| Танос                                           |                                          |                         |                                    |                                          |                        |                         | Джош Бролин                            |                                |                         | Джош Бролин              |                                      |
| Хэнк Пим                                        |                                          |                         |                                    |                                          |                        |                         |                                        | Майкл Дуглас                   |                         | Майкл Дуглас             |                                      |
| Джанет ван Дайн Оса I                           |                                          |                         |                                    |                                          |                        |                         |                                        | Мишель Пфайффер                |                         | Мишель Пфайффер          |                                      |
| Хоуп ван Дайн Оса II                            |                                          |                         |                                    |                                          |                        |                         |                                        | Эванджелин Лилли               |                         | Эванджелин Лилли         |                                      |
| Кэсси Лэнг                                      |                                          |                         |                                    |                                          |                        |                         |                                        | Эбби Райдер Фортсон            |                         | Эмма Фурманн             |                                      |
| Кэрол Дэнверс Капитан Марвел                    |                                          |                         |                                    |                                          |                        |                         |                                        |                                | Бри Ларсон              | Бри Ларсон               |                                      |
| Талос                                           |                                          |                         |                                    |                                          |                        |                         |                                        |                                | Бен Мендельсон          |                          | Бен МендельсонК                      |

## Кассовые сборы и реакция

### Кассовые сборы
Кинематографическая вселенная Marvel является самой кассовой франшизой всех времён с мировыми сборами более $24 млрд; $13,5 млрд прибыли принесли фильмы Третьей фазы. Фаза стала самой кассовой из фаз киновселенной, более чем в 2 раза превзойдя сборы Второй фазы ($5,3 млрд); 6 из 11 фильмов фазы собрали более $1 млрд, а «Война бесконечности» и «Финал» — более $2 млрд. Как результат, «Война бесконечности» стала 4-й самой кассовой лентой в истории, а «Финал» — самым кассовым фильмом всех времён (без учёта инфляции). «Финал» превзошёл результат сборов «Войны бесконечности» всего через 11 дней после премьеры, а 21 июля 2019 года обогнал по сборам «Аватар», который удерживал первую позицию почти 10 лет (в 2021 году в результате повторного проката в Китае «Аватар» вновь стал самым кассовым фильмом). 2019 год стал первым годом, когда 3 фильма КВМ собрали не менее $1 млрд в мировом прокате («Капитан Марвел», «Мстители: Финал» и «Человек-паук: Вдали от дома»). Кроме того, «Вдали от дома» стал первым фильмом о Человеке-пауке, собравшим более $1 млрд.
| Фильм                           | Дата выхода (РФ) | Сборы          | Сборы          | Сборы        | Сборы           | Место          | Место    | Место    | Бюджет            | Ссылки            |
| Фильм                           | Дата выхода (РФ) | В США и Канаде | За границей    | В России     | Во всём мире    | В США и Канаде | В России | Весь мир | Бюджет            | Ссылки            |
| ------------------------------- | ---------------- | -------------- | -------------- | ------------ | --------------- | -------------- | -------- | -------- | ----------------- | ----------------- |
| Первый мститель: Противостояние | 5 мая 2016       | $408 084 349   | $745 253 147   | $16 813 618  | $1 153 337 496  | 33             | 203      | 22       | $230 млн          | [ 55 ] [ 56 ]     |
| Доктор Стрэндж                  | 31 октября 2016  | $232 641 920   | $445 154 156   | $25 178 707  | $677 796 076    | 154            | 92       | 131      | $165 млн          | [ 57 ] [ 58 ]     |
| Стражи Галактики. Часть 2       | 4 мая 2017       | $389 813 101   | $473 942 950   | $28 359 322  | $863 756 051    | 41             | 66       | 75       | $200 млн          | [ 59 ] [ 60 ]     |
| Человек-паук: Возвращение домой | 6 июля 2017      | $334 201 140   | $545 965 784   | $17 154 063  | $880 166 924    | 64             | 196      | 68       | $175 млн          | [ 61 ] [ 62 ]     |
| Тор: Рагнарёк                   | 2 ноября 2017    | $315 058 289   | $538 925 622   | $24 856 442  | $853 983 911    | 79             | 96       | 78       | $180 млн          | [ 63 ] [ 64 ]     |
| Чёрная пантера                  | 26 февраля 2018  | $700 426 566   | $647 171 407   | $18 903 062  | $1 347 597 973  | 4              | 159      | 13       | $200 млн          | [ 65 ] [ 66 ]     |
| Мстители: Война бесконечности   | 3 мая 2018       | $678 815 482   | $1 369 544 272 | $34 793 936  | $2 048 359 754  | 5              | 36       | 5        | $316–400 млн      | [ 67 ] [ 68 ]     |
| Человек-муравей и Оса           | 5 июля 2018      | $216 648 740   | $406 025 399   | $12 800 960  | $622 674 139    | 181            | 299      | 153      | $162 млн          | [ 69 ] [ 70 ]     |
| Капитан Марвел                  | 7 марта 2019     | $426 829 839   | $701 633 133   | $20 693 769  | $1 128 462 972  | 25             | 138      | 26       | $150–175 млн      | [ 71 ] [ 72 ]     |
| Мстители: Финал                 | 29 апреля 2019   | $858 373 000   | $1 939 128 328 | $47 450 130  | $2 797 501 328  | 2              | 11       | 2        | $356 млн          | [ 73 ] [ 74 ]     |
| Человек-паук: Вдали от дома     | 4 июля 2019      | $390 532 085   | $741 395 911   | $21 533 272  | $1 131 927 996  | 40             | 126      | 25       | $160 млн          | [ 75 ] [ 76 ]     |
| Третья фаза                     | Третья фаза      | $4 951 424 511 | $8 554 140 109 | $268 537 281 | $13 505 564 620 | N/A            | N/A      | N/A      | $2,294–2,403 млрд | $2,294–2,403 млрд |
| В среднем                       | В среднем        | $450 095 382   | $777 606 983   | $24 404 397  | $1 227 702 365  | N/A            | N/A      | N/A      | $208,6–225,9 млн  | $208,6–225,9 млн  |

### Реакция критиков
| Фильм                           | Rotten Tomatoes    | Rotten Tomatoes (оценка) | Metacritic      |
| ------------------------------- | ------------------ | ------------------------ | --------------- |
| Первый мститель: Противостояние | 90 % (422 отзыва)  | 7,7/10                   | 75 (53 отзыва)  |
| Доктор Стрэндж                  | 89 % (382 отзыва)  | 7,3                      | 72 (49 отзывов) |
| Стражи Галактики. Часть 2       | 85 % (421 отзыв)   | 7,2                      | 67 (48 отзывов) |
| Человек-паук: Возвращение домой | 92 % (393 отзыва)  | 7,7                      | 73 (51 отзыв)   |
| Тор: Рагнарёк                   | 93 % (435 отзывов) | 7,6                      | 74 (51 отзыв)   |
| Чёрная пантера                  | 96 % (524 отзыва)  | 8,3                      | 88 (55 отзывов) |
| Мстители: Война бесконечности   | 85 % (481 отзыв)   | 7,6                      | 68 (53 отзыва)  |
| Человек-муравей и Оса           | 87 % (435 отзывов) | 7                        | 70 (56 отзывов) |
| Капитан Марвел                  | 79 % (539 отзывов) | 6,8                      | 64 (56 отзывов) |
| Мстители: Финал                 | 94 % (543 отзыва)  | 8,2                      | 78 (57 отзывов) |
| Человек-паук: Вдали от дома     | 90 % (448 отзывов) | 7,4                      | 69 (55 отзывов) |
| Средний рейтинг                 | 89 %               | 7,5/10                   | 73              |

### Реакция зрителей
| Фильм                           | Rotten Tomatoes         | Rotten Tomatoes (оценка) | IMDb                   | КиноПоиск              | CinemaScore | Metacritic             |
| ------------------------------- | ----------------------- | ------------------------ | ---------------------- | ---------------------- | ----------- | ---------------------- |
| Первый мститель: Противостояние | 89 % (100 тыс. отзывов) | 4,3                      | 7,8 (696 тыс. отзывов) | 7,4 (272 тыс. отзывов) | A           | 8,0 (3909 отзывов)     |
| Доктор Стрэндж                  | 85 % (100 тыс. отзывов) | 4,1                      | 7,5 (630 тыс. отзывов) | 7,5 (429 тыс. отзывов) | A           | 8,0 (2 тыс. отзывов)   |
| Стражи Галактики. Часть 2       | 87 % (100 тыс. отзывов) | 4,1                      | 7,6 (598 тыс. отзывов) | 7,6 (325 тыс. отзывов) | A           | 7,8 (2,1 тыс. отзывов) |
| Человек-паук: Возвращение домой | 87 % (100 тыс. отзывов) | 4                        | 7,4 (541 тыс. отзыв)   | 7,1 (237 тыс. отзывов) | A           | 7,5 (2 тыс. отзывов)   |
| Тор: Рагнарёк                   | 87 % (50 тыс. отзывов)  | 4,2                      | 7,9 (630 тыс. отзывов) | 7,6 (340 тыс. отзывов) | A           | 7,7 (2,2 тыс. отзывов) |
| Чёрная пантера                  | 79 % (50 тыс. отзывов)  | 4                        | 7,3 (662 тыс. отзывов) | 6,5 (273 тыс. отзывов) | A+          | 6,3 (3,4 тыс. отзывов) |
| Мстители: Война бесконечности   | 91 % (50 тыс. отзывов)  | 4,5                      | 8,4 (900 тыс. отзывов) | 7,9 (565 тыс. отзывов) | A           | 8,5 (4,6 тыс. отзывов) |
| Человек-муравей и Оса           | 75 % (25 тыс. отзывов)  | 4                        | 7,0 (335 тыс. отзывов) | 6,9 (197 тыс. отзывов) | A−          | 7,0 (898 отзывов)      |
| Капитан Марвел                  | 45 % (100 тыс. отзывов) | 2,7                      | 6,8 (480 тыс. отзывов) | 6,5 (253 тыс. отзывов) | A           | 3,0 (6,5 тыс. отзывов) |
| Мстители: Финал                 | 90 % (50 тыс. отзывов)  | 4,5                      | 8,4 (909 тыс. отзывов) | 7,6 (491 тыс. отзывов) | A+          | 7,9 (5,6 тыс. отзывов) |
| Человек-паук: Вдали от дома     | 93 % (50 тыс. отзывов)  | 4,6                      | 7,4 (361 тыс. отзывов) | 7,2 (259 тыс. отзывов) | A           | 7,5 (1,6 тыс. отзывов) |
| Средний рейтинг                 | 83 %                    | 4,1/5                    | 7,6                    | 7,3                    | A           | 7,3                    |

## Комикс-приквелы и тай-ины

### Короткометражные фильмы
| Фильм                 | Дата выхода (США) | Режиссёр      | Сценарист     | Продюсеры                                 | DVD-релиз                         |
| --------------------- | ----------------- | ------------- | ------------- | ----------------------------------------- | --------------------------------- |
| Команда Тора          | 23 июля 2016      | Тайка Вайтити | Тайка Вайтити | Тайка Вайтити Брэд Уиндербаум Кевин Файги | «Первый мститель: Противостояние» |
| Команда Тора: Часть 2 | 28 февраля 2017   | Тайка Вайтити | Тайка Вайтити | Тайка Вайтити Брэд Уиндербаум Кевин Файги | «Доктор Стрэндж»                  |
| Команда Дэррила       | 20 февраля 2018   | Тайка Вайтити | Тайка Вайтити | Тайка Вайтити Брэд Уиндербаум Кевин Файги | «Тор: Рагнарёк»                   |

### Комиксы
| Название | Выпуски | Дата публикации | Дата публикации  | Автор(ы) сценария   | Автор(ы) рисунка                               |
| Название | Выпуски | Первый выпуск   | Последний выпуск | Автор(ы) сценария   | Автор(ы) рисунка                               |
| --- | ------- | --------------- | ---------------- | ------------------- | ---------------------------------------------- |
| Первый мститель: Противостояние. Прелюдия Marvel’s Captain America: Civil War Prelude (Адаптация фильмов «Железный человек 3» и «Первый мститель: Другая война») | 4       | 16 декабря 2015 | 27 января 2016   | Уилл Корона Пилгрим | Симон Кудрански и Ли Фергюсон                  |
| Первый мститель: Противостояние. Прелюдия — Infinite Comic Marvel’s Captain America: Civil War Prelude Infinite Comic                                            | 1       | 10 февраля 2016 | 10 февраля 2016  | Уилл Корона Пилгрим | Ли Фергюсон, Горан Суджука и Гильермо Могоррон |
| Доктор Стрэндж. Прелюдия Marvel’s Doctor Strange Prelude | 2       | 6 июля 2016     | 24 августа 2016  | Уилл Корона Пилгрим | Хорхе Форнес                                   |
| Доктор Стрэндж. Прелюдия: Зелот — Infinite Comic Marvel’s Doctor Strange Prelude Infinite Comic — The Zealot                                                     | 1       | 7 сентября 2016 | 7 сентября 2016  | Уилл Корона Пилгрим | Хорхе Форнес                                   |
| Стражи Галактики. Часть 2. Прелюдия Marvel’s Guardians of the Galaxy Vol. 2 Prelude (Адаптация фильма «Стражи Галактики»)                                        | 2       | 4 января 2017   | 1 февраля 2017   | Уилл Корона Пилгрим | Кристофер Аллен                                |
| Человек-паук: Возвращение домой. Прелюдия Spider-Man: Homecoming Prelude (Адаптация фильма «Первый мститель: Противостояние»)                                    | 2       | 1 марта 2017    | 5 апреля 2017    | Уилл Корона Пилгрим | Тодд Наук                                      |
| Тор: Рагнарёк. Прелюдия Marvel’s Thor: Ragnarok Prelude (Адаптация фильмов «Невероятный Халк» и «Тор 2: Царство тьмы»)                                           | 4       | 5 июля 2017     | 16 августа 2017  | Уилл Корона Пилгрим | Джей. Эл. Джайлз                               |
| Чёрная пантера. Прелюдия Marvel’s Black Panther Prelude | 2       | 18 октября 2017 | 15 ноября 2017   | Уилл Корона Пилгрим | Аннапаола Мартелло                             |
| Мстители: Война бесконечности. Прелюдия Marvel’s Avengers: Infinity War Prelude                                                                                  | 2       | 24 января 2018  | 28 февраля 2018  | Уилл Корона Пилгрим | Тай Уокер                                      |
| Человек-муравей и Оса. Прелюдия Marvel’s Ant-Man and the Wasp Prelude (Адаптация фильма «Человек-муравей»)                                                       | 2       | 7 марта 2018    | 4 апреля 2018    | Уилл Корона Пилгрим | Крис Аллен                                     |
| Капитан Марвел. Прелюдия Marvel’s Captain Marvel Prelude | 1       | 14 ноября 2018  | 14 ноября 2018   | Уилл Корона Пилгрим | Андреа ди Вито                                 |
| Мстители: Финал. Прелюдия Marvel’s Avengers: Endgame Prelude (Адаптация фильма «Мстители: Война бесконечности»)                                                  | 3       | 5 декабря 2018  | 20 февраля 2019  | Уилл Корона Пилгрим | Пако Диаз                                      |
| Человек-паук: Вдали от дома. Прелюдия Marvel’s Spider-Man: Far From Home Prelude (Адаптация фильма «Человек-паук: Возвращение домой»)                            | 2       | 27 марта 2019   | 24 апреля 2019   | Уилл Корона Пилгрим | Люка Мареска                                   |

### Комментарии
1. ↑  В фильме показана реальность, вызванная перемещением в прошлое Тони Старка и Стива Роджерса из 2023 г.